# 吉岡金市
吉岡 金市（よしおか かねいち、1902年7月26日 - 1986年11月20日）は、日本の農学者。

## 経歴
岡山県井原市に生まれる。1930年京都帝国大学農学部農林経済学科を卒業する。倉敷労働科学研究所員、労働科学研究所を経て、岡山理科大学教授、同朋大学教授、金沢経済大学（現・金沢星稜大学）学長、龍谷大学教授などを歴任した。1961年、萩野昇とともに富山県神通川流域のイタイイタイ病の原因がカドミウムであることを突き止めた。ほかに1950年の第2回参議院議員通常選挙で全国区から立候補したが辞退した。

## おもな著作
単著
- 1953年 - 『植物の改造 : 日本におけるミチューリン生物学の勝利』、三一書房
- 1953年 - 『直播栽培の理論と実際』、青銅社
- 1957年 - 『中国の農業』、東洋経済新報社
- 1958年 - 『新しい遺伝の話』、日本児童文庫刊行会
- 1961年 - 『森近運平 : 大逆事件の最もいたましい犠牲者の思想と行動』、日本文教出版
- 1964年 - 『ブドウ : うまいブドウのうまい作り方』、明文書房
- 1978年 - 『くだもの』、保育社